# Брендон Сандерсон
Брендон Сандерсон (англ. Brandon Sanderson; нар. 19 грудня 1975, Лінкольн, Небраска, США) — американський письменник в жанрах епічне фентезі та фантастика. Найбільш відомий завдяки вигаданому всесвіту «Космер», у якому відбуваються дії багатьох із його книг, насамперед циклів «З-імли-народжені» (Mistborn) та «Хроніки Буресвітла» (The Stormlight Archive). Також відомий закінченням епічно-фантастичної серії Роберта Джордана «Колесо часу». Окрім цього, Сандерсон створив кілька серій графічних романів, насамперед «Білий пісок» (White Sand) та «Темний» (Dark One), а також підліткові серії романів «Небовись» (Skyward) та «Алькатрас» (Alcatraz).
Створив Закони магії Сандерсона та популяризував ідею систем «жорсткої магії» та «м'якої магії». У 2008 році Сандерсон запустив подкаст з автором Деном Веллсом і художником-мультиплікатором Говардом Тейлером під назвою «Writing Excuses», в якому розповідалося про створення жанрових творів і вебкоміксів. У 2016 році американська медіакомпанія DMG Entertainment отримала права на фільми на весь всесвіт «Космер», але з того часу права повернулися назад Сандерсону.
Кампанія Сандерсона на Kickstarter у березні 2022 року стала найуспішнішою в історії: 185 341 прихильників заклали фінансування у $41 754 153.

## Біографія
Сандерсон народився в місті Лінкольн штату Небраска 1975 року. Після закінчення дворічної місіонерської місії в Сеулі в 1997 році він був прийнятий в Університет Бригама Янга на магістратуру з англійської мови. Впродовж випускної програми в університеті Сандерсон працював редактором фентезі журналу «Leading Edge», що публікувався в університеті. Він отримав диплом магістра з творчого письма в 2005 році.
2005 року Брендон одружився з Емілі Бушман, що також була магістром англійської та викладачем, а в майбутньому і бізнес-менеджером свого чоловіка. У них народилось троє дітей, після чого сім'я переїхала в місто Амерікан Форк штату Юта.

### Творчість
Перший роман Сандерсона «Елантріс» був опублікований видавництвом Tor Books 21 квітня 2005 року і загалом отримав позитивні відгуки. Слідом за цим, у 2006 році була видана книга «З-імли-народжені: Остання імперія», що стала першою в трилогії «З-імли-народжені». У книзі розповідається про «аломантів» — людей, які вміють «палити» різноманітні метали та їхні сплави, попередньо ковтнувши їх. Таке «паління» давало людині надзвичайні сили, які покращували всі відчуття та дозволяли керувати надприродними силами.
Слідом за першою книгою у 2007 році вийшов у друк сиквел під назвою «З-імли-народжені: Джерело вознесіння». У цьому ж році Сандерсон опублікував дитячу новелу «Алькатрас проти лихих бібліотекарів», в якій мова йде про хлопчика на ім'я Алькатрас, що мав унікальний дар: він ламав усе, за що брався. Головний герой вступає в сутичку з лихими бібліотекарями, які мають намір захопити світ.
Нарешті, у 2008 році у світ виходить третя та остання книга з трилогії «З-імли-народжені» під назвою «З-імли-народжені: Герой віків». І разом з тим автор публікує другу книгу з серії «Алькатрас», що називається «Алькатрас проти лицарів Кристалії».
2008 року Сандерсон разом з автором Деном Велсом і мультиплікатором Говардом Тайлером записав подкаст, що називався «Writing Excuses». У ньому розповів про створення і виробництво літературного жанру та вебкоміксів.
Після смерті Роберта Джордана в 2007 році його дружина разом з головним редактором Гарретом МакДугалом вибрали Сандерсона для закінчення легендарної серії книг Джордана «Колесо часу». МакДугал попросив Брендона написати останню книгу в серії, через те що був глибоко вражений його першою книгою з серії «З-імли-народжені». Після аналізу завдання, що стояло перед ним, Сандерсон разом із видавництвом Tor Books 30 березня 2009 року анонсували вихід трьох книг з серії «Колесо часу», замість одної запланованої. Перша з них, «Буря суне», була опублікована 27 жовтня 2009 року і відразу посіла перше місце в рейтингу бестселерів New York Times у категорії «hardcover fiction».
У 2010 році Сандерсон опублікував перший роман під назвою «Шлях королів» у запланованому циклі з десяти книг «Хроніки Буресвітла». Він отримав сьоме місце в рейтингу бестселерів New York Times в категорії «hardcover fiction». «Опівнічні вежі», друга з останніх книг «Колеса часу», була подана в друк одразу через рік після «Буря суне», 2 листопада 2010 року, також посівши перше місце в рейтингу бестселерів. Четверта новела з циклу «Алькатрас», що має назву «Алькатрас проти зруйнованих лінз», була опублікована через місяць — 1 грудня.
У жовтні 2011 року він завершив роботу над новелою «Infinity Blade: Пробудження», базованою на екшн-рпг грі Infinity Blade. У листопаді 2011 він опублікував сиквел до трилогії «З-імли-народжені», що називався «Сплав закону». Спочатку ця книга планувалась як незалежний роман, події якого відбуваються через 300 років після подій оригінальної трилогії, але пізніше новелу було розширено до серії з чотирьох книг. Вона дебютувала на сьомому місці в рейтингу бестселерів New York Times.
31 серпня 2012 року Сандерсон опублікував науково-фантастичну новелу «Легіон». Інша робота автора під назвою «Душа імператора» побачила світ у жовтні 2012 року. Через кілька місяців, 8 січня 2013 року, була опублікована фінальна книга з серії «Колесо часу» під назвою «Пам'ять світла». 14 травня 2013 року Сандерсон опублікував першу книгу з нової молодіжно-дорослої серії «Rithmatist». Інша молодіжно-доросла серія книг під назвою «Месники» з'явилась з виходом першої книги під назвою «Сталеве серце» 4 березня 2014 року. Друга новела з циклу «Легіон», що носить назву «Легіон: Глибоко під шкірою», була опублікована в листопаді 2014 року. В січні 2015 року буда опублікована друга книга «Месників» під назвою «Вогняний месник». 6 жовтня 2015 року Сандерсон опублікував наступну новелу з циклу «З-імли-народжені» під назвою «Тіні особистості».
26 січня 2016 року, наступна з книг серії «З-імли-народжені», побачила світ під назвою «Смуги жалоби». 16 лютого 2016 року була опублікована третя і фінальна книга з серії «Месники» під назвою «Лихо». В червні 2016 року була опублікована перша Сандерсонова графічна новела «Білий пісок», написана разом із Ріком Госкіном. Серія планувалась як трилогія. 6 вересня 2016 року п'ята і фінальна книга з серії «Алькатрас» була опублікована під назвою «Алькатрас проти Темного Таланту».

## Космер
«Космер» — це назва всесвіту, у якому відбуваються події більшості книг Сандерсона, і назва циклу. Ідея створення Космеру прийшла від бажання створити епічну і велику серію книг, які б не змушували читачів купувати сміхотворної кількості книг. Через це він заховав посилання до своїх інших робіт в кожній книзі серії, що і створювало цю «приховану епічність». В кінці цикл книг «Космер» має налічувати 32 — 36 книг.
Історія Космеру розгортається навколо містичного створіння, що зветься Адоналсіум, яке живе в світі Йолен. Адоналсіум був вбитий групою з шістнадцяти змовників, що мала на меті розділити його сили на шістнадцять Осколків, кожен з яких отримував неймовірну силу. Шістнадцять людей, що взяли ці осколки, створили нові світи, населяючи їх людьми та різними видами магії. Проте кожен Осколок отримав певну рису характеру Адоналсіума, такі як, наприклад, Руйнування або Честь, і Осколки стали єдині з цими рисами. Чоловік під іменем Хойд подорожує між цими зв'язаними світами Осколків, втручаючись в життя людей, коли ті стають героями і виходять на контакт з Осколками.
У жовтні 2016 року був анонсований початок роботи над фільмом, події якого будуть відбуватись в Космері. Зніматись він буде компанією DMG Entertaiment.

## Цикли

### Цикли, які відносяться до всесвіту Космер

#### Елантріс
- «Елантріс» (2005) — роман, також відомий за назвою «Місто богів».
  - «Надія Елантріса» (2007) — повість, є доповненням роману «Елантріс». Вона зберігає сцену котра, не включена в роман.
  - «Душа імператора» (2012) — дія відбувається в тому ж світі, що і дія роману «Елантріс», але в другій частині, але з іншими персонажами.
- «Елантріс 2» — роман, в планах автора.

#### Mistborn— З-імли-народжені
Оригінальна трилогія
- The Final Empire (2005) — «Остання імперія». Українською мовою вийшов 2022 року.
- The Well of Ascension (2007) — «Джерело вознесіння». Українською мовою вийшов 2024 року.
- The Hero of Ages (2008) — «Герой віків». Українською мовою ще не виходив.
  - The Eleventh Metal (2012) — «Одинадцятий метал». Оповідання. Українською мовою ще не виходило.
  - Secret History (2016) — «Таємна історія». Повість. Українською мовою ще не виходила.

Двонароджені
- The Alloy of Law (2011) — «Сплав закону». Українською мовою ще не виходив.
  - Allomancer Jak and the Pits of Eltania (2014) — «Аломант Джек та ями Ельтанії». Оповідання. Українською мовою ще не виходило.
- Shadows of Self (2015) — «Тіні істини». Українською мовою ще не виходив.
- The Bands of Mourning (2016) — «Браслети скорботи». Українською мовою ще не виходив.
- The Lost Metal (2022) — «Останній метал». Українською мовою ще не виходив.

#### Хроніки Буресвітла
- «Шлях королів» (2010). Українською мовою вийшов 2019 року.
- «Слова Променистого ордену» (2014). Українською мовою вийшов 2023 року.
  - «Вістрехідка» (Edgedancer, 2016) — новела про Цуп, дія відбувається між 2 та 3 книгами циклу. Офіційно перекладена не була.
- «Присяжник» (2017). Українською мовою вийшов 2024 року.
  - «Зоресколок» (Dawnshard, 2020) — новела про Рисн, яка розповідає про події між 3 та 4 частинами. Українською не перекладена.
- «Ритм війни» (2020). Українською мовою вийшов 2025 року.
- Wind and Truth — завершальна частина п'ятикнижної історії. Мовою оригіналу вийшла в грудні 2024 року, українською не перекладена.

#### Інші твори з даного всесвіту
- «Той, що припиняє війни» (2009).
- «Тіні тиші в лісях пекла» (2013). Повість увійшла в антологію «Небезпечні жінки»/«Dangerous Women».
- «Шостий на заході» (2014).
- «Білий пісок» (2016). Графічний роман, виданий на основі чернеток автора.

Хронологія «Космеру» та план по загальній кількості романів у циклі
- Elantris 1
- Elantris 2
- Elantris 3
- Mistborn Era 1: Book One
- Mistborn Era 1: Book Two
- Mistborn Era 1: Book Three
- Stormlight One
- Stormlight Two
- Stormlight Three
- Stormlight Four
- Stormlight Five
- Mistborn Era 2: Book One
- Mistborn Era 2: Book Two
- Mistborn Era 2: Book Three
- Mistborn Era 2: Book Four
- Warbreaker 1
- Warbreaker 2
- Mistborn Era 3: Book One
- Mistborn Era 3: Book Two
- Mistborn Era 3: Book Three
- Stormlight Six
- Stormlight Seven
- Stormlight Eight
- Stormlight Nine
- Stormlight Ten
- Dragonsteel Book One
- Dragonsteel Book Two
- Dragonsteel Book Three
- Untitled Threnody Novel
- Untitled Aether Book One
- Untitled Aether Book Two
- Untitled Aether Book Three
- Mistborn Era 4: Book One
- Mistborn Era 4: Book Two
- Mistborn Era 4: Book Three

## Переклади українською
- Брендон Сандерсон. Шлях королів / пер. з анг. Андрія Зорницького. — Х. : Клуб сімейного дозвілля, 2019. — 1088 с. — ISBN 978-617-12-6694-0.
  - (перевидання) Брендон Сандерсон. Шлях королів / пер. з анг. Андрія Зорницького. — Х. : Клуб сімейного дозвілля, 2023. — 1152 с. — ISBN 978-617-12-9941-2.[7]
- Брендон Сандерсон. Остання імперія / пер. з анг. Олега Леська. — К. : Nebo BookLab Publishing, 2022. — 704 с. — ISBN 978-617-7914-47-0.
- Брендон Сандерсон. Слова Променистого ордену / пер. з анг. Андрія Зорницького. — Х. : Клуб сімейного дозвілля, 2023. — 1248 с. — ISBN 978-617-12-9967-2.[8]
- Брендон Сандерсон. Присяжник / пер. з анг. Ємельянової Ірини, Зотова Костянтина. — Х. Клуб сімейного дозвілля, 2024. — 1376 с. — ISBN 978-617-15-0781-4
- Брендон Сандерсон. Небовись / пер. з анг. Бориса Превіра. — К. : Nebo BookLab Publishing, 2023. — 472 с. — ISBN ?.

## Нагороди і номінації
Сандерсон був номінований а також отримав багато нагород за його твори.
| Рік  | Організація                         | Назва нагороди Категорія                                                  | Робота                              | Результат |
| ---- | ----------------------------------- | ------------------------------------------------------------------------- | ----------------------------------- | --------- |
| 2005 | Romantic Times                      | Номінація на найкращу книгу Нагорода за найкращу епічну фентезійну новелу | Елантріс                            | Перемога  |
| 2006 | World Science Fiction Convention    | John W. Campbell Award for Best New Writer                                | --                                  | Номінація |
| 2006 | Romantic Times                      | Номінація на найкращу книгу Нагорода за найкращу епічну фентезійну новелу | З-імли-народжені                    | Номінація |
| 2007 | World Science Fiction Convention    | John W. Campbell Award for Best New Writer                                | --                                  | Номінація |
| 2007 | Romantic Times                      | Номінація на найкращу книгу Нагорода за найкращу епічну фентезійну новелу | Джерело вознесіння                  | Номінація |
| 2007 | Polytechnic University of Catalonia | Нагорода в категорії наукового фентезі UPC                                | Захищаючи Елізіум                   | Перемога  |
| 2007 | LDStorymakers                       | Whitney Awards Найкраще теоретичне фентезі                                | Джерело вознесіння                  | Номінація |
| 2007 | LDStorymakers                       | Whitney Awards Найкраще молодіжне фентезі                                 | Алькатрас проти лихих Бібліотекарів | Номінація |